# Puro (romance)

Puro é um romance escrito pela escritora brasileira Nara Vidal, publicado em 2024 pela Editora Todavia. A obra pertence ao gênero terror e é ambientada na década de 1930, na fictícia cidade de Santa Graça, em Minas Gerais, e aborda temas como eugenia, racismo e exclusão social.

## Enredo
Puro se passa na fictícia cidade mineira de Santa Graça, nos anos 1930 — um lugar marcado pela tentativa de se construir uma sociedade “limpa”, baseada em ideais eugenistas. A narrativa, de atmosfera densa e alegórica, gira em torno do adolescente Lázaro, criado por três senhoras excêntricas - Dália, Lobélia e Alpínia - que vivem em um casarão isolado e repleto de segredos.
Na casa ao lado, vive a família de Ícaro, uma criança que sofre de deficiências físicas e intelectuais, que são agravadas pelos remédios administrados pelo dr. Lírio, um médico que conduz experimentos clandestinos com o objetivo de tornar Santa Graça uma cidade mais "pura" , e também pelo tratamento cruel por parte do seu pai Olavo, um vendedor de encicloplédias sobre os princípios da eugenia. A única pessoa que demonstra alguma compaixão por Ícaro é a empregada Íris, uma mulher negra moradora do bairro mais marginalizado da cidade.

## Temas
O romance explora profundamente o movimento eugenista brasileiro do início do século XX, difundido por pesssoas como o farmacêutico e jornalista Renato Khel.
A obra destaca como ideias racistas e capacitistas foram disfarçadas de ciência para justificar a exclusão de negros, deficientes e outros grupos marginalizados. 
Vidal utiliza uma prosa experimental para revelar as hipocrisias e horrores velados da sociedade de Santa Graça, fazendo uma crítica contundente às práticas discriminatórias das primeiras décadas do século XX.